# The Iron Lady (film)
The Iron Lady is een Britse dramafilm uit 2011 onder regie van Phyllida Lloyd.

## Verhaal
De dementerende Britse oud-premier Margaret Thatcher blikt terug op haar leven. Na toegelaten te zijn aan Somerville College, Oxford, stoot zij ondanks haar afkomst en geslacht door naar de top van de Britse conservatieve partij. Haar politieke loopbaan vergt echter ook offers op persoonlijk vlak.

## Rolverdeling
- Meryl Streep: Margaret Thatcher
- Jim Broadbent: Denis Thatcher
- Alexandra Roach: Jonge Margaret Thatcher
- Harry Lloyd: Jonge Denis Thatcher
- Olivia Colman: Carol Thatcher
- Anthony Head: Geoffrey Howe
- Nicholas Farrell: Airey Neave
- Richard E. Grant: Michael Heseltine
- Paul Bentley: Douglas Hurd
- Robin Kermode: John Major
- John Sessions: Edward Heath
- Roger Allam: Gordon Reece
- Michael Pennington: Michael Foot
- Angus Wright: John Nott
- Julian Wadham: Francis Pym